# Banyurip Ageng
Banyurip Ageng is een bestuurslaag in het regentschap Pekalongan van de provincie Midden-Java, Indonesië. Banyurip Ageng telt 5111 inwoners (volkstelling 2010).